# Horvat (plemstvo)
Horvat (Horvath) je vrlo velika plemićka obitelj, koja se poslije razgranala u više obitelji. Plemstvo u obitelji Horvat dobili su braća Stjepan i Ivan od Ferdinanda III. (1637. – 1657.) 3. rujna 1653. godine. 
Plemstvo je objavljeno u mjestu Csabajrol 5 km od grada Njitre u istoimenoj županiji (danas u Slovačkoj). Iz ove obitelji potječe Ivan koji je upisan 1655. godine među plemiće u Nogradskoj županiji (madž. Nográd megye), odakle se seli u Hevešku županiju (madž. Heves megye), u čijem arhivu se čuvaju i potvrde o plemstvu za Ivana Boršića, drugačije Horvata njegovu suprugu Žužanu Rob i djecu Đuru i Elizabetu.  U Željeznoj županiji (madž. Vas megye), u mjestu Szentgyörgy, već 1631. godine živi jedan pripadnik porodice Horvat, ali pod prezimenom Horvat–Milković.  
Iz obitelji jedan je član 1803. godine odlukom Marije Terezije nagrađen titulom viteza barunskog ranga (Liber Regius, LXI, 25), a u Beču 1858. godine stječe rang baruna, dok Zsigmond 1810. godine mijenja prezime u Hugonnai i stječe titulu grofa.  
Potomci obitelji prijavljuju se u knjigu plemića u Peštanskoj županiji (madž. Pest megye) 1711. godine, Josip i Mihajlo objavljuju plemstvo u Bačkoj županiji (Bács megye) 1767. godine, a Andrija, Stjepan i Danijel, tek 1771. godine.  Godine 1800. Mihajlo skupa s porodicama Ódri, Pačkaj i Sučić kupuje Pačir. 
Godine 1751. obitelj se nalazi na popisu plemića u Lemešu, a 1771. upisani su Adam i Franjo Horvat.
Iz ove obitelji potječe Antun koji je 1848./49. bio veliki župan Bačko-bodroške županije i čiji potomci danas žive u Baji. Grb Antuna Csabi Horvata nalazi se oslikan na stropu u zgradi Županije u Somboru.
Ivány ne spominje ovu obitelj, koja je s pridjevcima Szentgyöri i Csabai zabilježena kod svih kroničara, dok nekih kroničari spominju i druge pridjevke kao “de Megyfalva,”  “de Nemesmilitics,” “de Ily,”  “Kisević” (Kissevich), “Boršić” (Borsicz), “Ajtić” (Ajtich) ili Horváth drugačije Szabó. 
Spominje se još jedan ogranak obitelji, izvjesni Samuel, oberstlajtnant (velikovaradinski vojvoda) koji je 1751. godine držao selo Kurtić i dvije pustare koje je prodao i odselio se u Rusiju zajedno sa sinom Ivanom, pukovnikom pješaštva. U Rusiji je služio u Dalmackom husarskom puku i 1777. došao do čina potpukovnika.
Obitelj je stekla posjede u mjestu 1803. godine.
GRB: HORVAT CSABAI (1653.): Štit: u plavom na zelenom brdu izdiže se iz krune dvoglavi zlatni lav sa sabljom. Kaciga: mišica sa sabljom. Plašt: Plavo-zlatni; crveno-srebrni.

## Poznati pripadnici
- Ivan Horvat-Kurtic (?-1780.), osnivač vojnih naselja u Novorosijskom kraju, general-lajntant (vodio seobu u Novu Srbiju)
- Dmitrij Leonidovič Horvat  (1858.—1937.) — ruski general-lajntant